# Gruczoły jelitowe
Gruczoły jelitowe, gruczoły Lieberkühna, krypty Lieberkühna – gruczoły znajdujące się w błonie śluzowej, uchodzące pomiędzy kosmkami jelitowymi. Wydzielają enteropeptydazę (aktywującą trypsynogen w soku trzustkowym), śluz oraz liczne enzymy trawienne.